# Borsa dell'Indonesia
La Borsa dell'Indonesia o in indonesiano Bursa Efek Indonesia (BEJ) è la borsa di scambio con sede a Giacarta, Indonesia nata a settembre 2007 dalla fusione della Borsa di Giacarta e della Borsa di Surabaya.
Nella borsa sono quotate 566 aziende con una capitalizzazione di mercato combianta di 7.052,39 triliardi di rupie indonesiane (IDR).
A dicembre 2017 risultano un 51,33% di investitori stranieri ed un 48,67% di locali